# François Brandt
François Antoine Brandt (Zoeterwoude, Holanda del Sud, 29 de desembre de 1874 – Naarden, 4 de juliol de 1949) va ser un remer neerlandès que va competir cavall del segle xix i el segle xx.
El 1900 va prendre part en els Jocs Olímpics de París, on guanyà dues medalles, una d'or i una de bronze, del programa de rem formant part de l'equip Minerva Amsterdam. La medalla l'or l'aconseguí en la prova de dos amb timoner, formant equip amb Roelof Klein i Hermanus Brockmann, tot i que aquest darrer fou substituït en la final per un jove francès del qual es desconeix el nom. Aquesta fou la primera medalla d'or neerlandesa en uns Jocs Olímpics. Posteriorment guanyà la medalla de bronze en el vuit amb timoner.
Brandt va estudiar enginyeria civil a Delft fins al 1900. En acabar els estudi passà a treballar pels ferrocarrils neerlandesos fins a 1938. Aquell any fou ordenat bisbe de Bèlgica i els Països Baixos per l'Església Catòlica Liberal.